# Пешеходные Теддингтонские мосты
Пешеходные Теддингтонские мосты — два пешеходных моста через реку Темзу в Англии, расположенные чуть выше по течению от Теддингтонского шлюза в Теддингтоне. Между мостами есть небольшой остров.

## История
Два пешеходных моста были построены между 1887 и 1889 годами на пожертвования местных жителей и предприятий. Они заменили паром, давший название Ферри-роуд в Теддингтоне. Южный мост состоит из подвесного моста, пересекающего плотину и соединяющего остров с Теддингтоном. Северный мост представляет собой мост с железными балками, пересекающий шлюз и соединяющий остров с Хэмом на берегу Суррея.
В последние годы к мосту со стороны Хама и к средней части небольшого острова были добавлены деревянные пандусы, чтобы велосипеды, детские коляски и т. д. могли избежать ступеней вверх и вниз с этой части моста.
С этого момента вниз по течению тропа Темзы проходит по обеим сторонам реки, а вверх по течению — только со стороны Суррея.
Оба пешеходных моста занесены в список II степени.